# Hłynianka
Hłynianka (ukr. Глинянка, do 2016 Pjatyriczka, ukr. П'ятирічка) – wieś na Ukrainie, w obwodzie żytomierskim, w rejonie zwiahelskim, w hromadzie Dubriwka. W 2001 liczyła 212 mieszkańców, spośród których 206 wskazało jako ojczysty język ukraiński, 5 rosyjski, a 1 ormiański.